# Noelia Oncina
Noelia Oncina Moreno (Málaga, 9 de noviembre de 1976) es una exjugadora de balonmano española y fisioterapeuta.

## Biografía
Criada deportivamente en los campos de balonmano del Colegio Europa de la capital malagueña, empezó su carrera profesional en el Club Balonmano Femenino Málaga Costa del Sol en la temporada 1994, la de su creación.
Fue la primera balonmanista andaluza (junto a Esmeralda López) en participar en unos Juegos Olímpicos, y aún permanece en el top 10 de máximas goleadores con la selección española (puesto 10), gracias a sus 406 tantos. Su llegada a la selección nacional se produjo el 23 de enero de 1999 en la ciudad belga de Hetchel, en un partido de la fase de clasificación para el mundial de 1999. Permanece entre las 20 primeras entre las jugadoras españolas con más internacionalidades con un total de 174 partidos, llegando a ser capitana de la selección española subcampeona de Europa que en 2008 se enfrentó a Noruega en la final celebrada en Macedonia, entrando en la historia como la primera vez que el balonmano femenino español conseguía una medalla en un gran torneo.
Jugó la parte más prolija de su historia deportiva en el balonmano Sagunto a las órdenes de la laureada entrenadora Cristina Mayo Santamaría. Allí consiguió todos los títulos de clubes que ostenta: 2 ligas (2002 y 2005), 1 Copa de la Reina (2008), 5 copas ABF (2002, 2003, 2004, 2008 y 2009) y 3 supercopas (2001-2002, 2002-2003 y 2005-2006). Además fue subcampeona en 5 ocasiones (2003, 2004, 2006, 2007 y 2009) y otros 3 subcampeonatos de Copa ABF (2003, 2004 y 2005).
Compitió en los juegos olímpicos de Atenas en el 2004, donde la selección española llegó a los cuartos de final y terminó 6.ª de los juegos.
Se retiró en la temporada 2010-11 debido, sobre todo, por una lesión de rodilla que no la dejó seguir. Como capitana le tocó, además, acudir a las instituciones los últimos años del Balonmano Sagunto por los problemas económicos del club valenciano.

### Cuerpo técnico
Forma parte del cuerpo técnico del Balonmano Morvedre junto al entrenador Manu Etayo.

## Trayectoria
- 1994–96: Málaga Costa del Sol
- 1996–97: Golosinas Fini Molina
- 1997–98: BM Sierra Nevada
- 1998–01: Vícar Goya Almería
- 2001–04: El Osito L'Eliana
- 2004–11: Balonmano Mar Sagunto

## Palmarés

### Con la selección
- Medalla de Plata en el Campeonato de Europa de Balonmano (2008)
- Medalla de Oro en los Juegos del Mediterráneo (2005)
- Medalla de Plata en los Juegos del Mediterráneo (2011)

### De Clubes
- 2 x ligas españolas (2002 y 2005)
- 1 x Copa de la Reina (2008)
- 5 x Copas ABF (2002, 2003, 2004, 2008 y 2009)
- 3 x Supercopas de España (2001-02, 2002-03 y 2005-06).